# Deutz F3L 514/6
Der Deutz F3L 514/6 ist ein Schlepper, den Klöckner-Humboldt-Deutz 1956 als Nachfolger des F3L 514/54 einführte und bis 1959 herstellte. In der Typenbezeichnung werden die wesentlichen Motorkenndaten angegeben: Fahrzeugmotor mit 3 Zylindern und Lüftkühlung der Baureihe 5 mit einem Kolbenhub von 14 cm. Hinter dem Schrägstrich steht die eigentliche Modellnummer, basierend auf der Jahreszahl des Produktionsbeginns.
Das ursprüngliche Getriebe aus dem Stahlschlepper F2M 417 erwies sich im F3L 514/54 als unterdimensioniert, da es lediglich auf eine Motorleistung von 28 PS ausgelegt war. Deutz stattete den Nachfolger deshalb mit einem 7-Gang-Getriebe von ZF (Baumuster A 23) aus. Es hat zudem eine Differenzialsperre und eine in der Mitte angeordnete Zapfwelle. Auf Wunsch konnte der Schlepper ab Werk zusätzlich auch mit zwei Kriechgängen bestellt werden.
Angetrieben wird der Schlepper von einem 3-Zylinder-Dieselmotor mit 3990 cm3 Hubraum und einer Leistung von 45 PS (33,1 kW). Bei einem Leergewicht von 2600 kg erreicht er mit Schnellgang eine Höchstgeschwindigkeit von 29 km/h. Der Listenpreis betrug 14.790 DM. Gegen Aufpreis konnte der Schlepper mit einem hydraulischen Kraftheber, der sogenannten Tracdraulik, ausgestattet werden. Verfügbar war auch der Deutz-Transferrer, ein Raddruckverstärker, der dem Durchdrehen der Räder bei schweren Zugaufgaben entgegenwirkte.